# On croit rêver
On croit rêver est le deuxième roman de Gilbert Cesbron, paru en 1945, alors que l’auteur est âgé de 32 ans.
Le roman est dédicacé : « Pour Jérôme, qui ne manque pas de mémoire ».

## Publications
Le roman a notamment été édité en 1961 chez Robert Laffont. 
Le roman a par la suite été édité en 1973 chez J'ai lu, sous le n°478, avec une illustration en page de garde de Paul Durand. Dans cette collection poche, le roman comporte 309 pages, en treize chapitres. Le roman est précédé d'un avant-propos de l’auteur, ainsi que d'un avertissement.

## Thèmes du roman
Le roman évoque sur un ton badin et humoristique les aventures, au cours des années 1930, d'un jeune Corse monté à Paris, qui après avoir été domestique d'un patron de presse et être tombé amoureux de sa fille, quitte Paris, crée à Nice une entreprise de vente de fleurs, devient millionnaire, puis devient directeur-général d'un puissant organe de presse. Le héros a une revanche à prendre sur sa condition sociale et sur le fait qu'il espère, en devenant riche, pouvoir conquérir le cœur de celle qu'il aime.
Le roman est donc principalement un roman d'amour, mais aussi un roman d'apprentissage et un roman d'aventure.
Publié en 1945 à l'issue de la Seconde Guerre mondiale, le roman fait référence au récent désastre de 1940 et à l'encerclement de l'armée française à Dunkerque.
L'auteur utilise le roman pour critiquer certains aspects négatifs des années 1930, tels que la vente de drogue, la cupidité et le goût du profit, « l'américanisation » des esprits, notamment dans le cas de la presse à sensation. Les conflits politiques et sociaux, notamment la journée du 6 février 1934 et le Front populaire sont néanmoins occultés. De même les événements internationaux sont passés sous silence, par exemple la montée du fascisme et du nazisme, l'accession d'Hitler à la tête de l'État allemand, la guerre d'Éthiopie, les conséquences de la crise de 1929, etc.